# U-703
Unterseeboot 703 foi um submarino alemão do Tipo VIIC, pertencente a Kriegsmarine que atuou durante a Segunda Guerra Mundial.

## Comandantes
| Comandante            | Data                                        |
| --------------------- | ------------------------------------------- |
| Kptlt. Heinz Bielfeld | 16 de outubro de 1941 - 5 de julho de 1943  |
| Oblt. Joachim Brünner | 6 de julho de 1943 - 16 de setembro de 1944 |

## Subordinação
Durante o seu tempo de serviço, esteve subordinado às seguintes flotilhas:
| Período                                     | Flotilha                                   |
| ------------------------------------------- | ------------------------------------------ |
| 16 de outubro de 1941 - 1 de março de 1942  | 6. Unterseebootsflottille (treinamento)    |
| 1 de março de 1942 - 30 de junho de 1942    | 6. Unterseebootsflottille (serviço ativo)  |
| 1 de julho de 1942 - 31 de maio de 1943     | 11. Unterseebootsflottille (serviço ativo) |
| 1 de junho de 1943 - 16 de setembro de 1944 | 13. Unterseebootsflottille (serviço ativo) |

## Operações conjuntas de ataque
O U-703 participou das seguinte operações de ataque combinado durante a sua carreira:
- Rudeltaktik Strauchritter (2 de maio de 1942 - 5 de maio de 1942)
- Rudeltaktik Greif (16 de maio de 1942 - 29 de maio de 1942)
- Rudeltaktik Trägertod (19 de setembro de 1942 - 22 de setembro de 1942)
- Rudeltaktik Wiking (20 de setembro de 1943 - 3 de outubro de 1943)
- Rudeltaktik Taifun (5 de março de 1944 - 7 de março de 1944)
- Rudeltaktik Donner (11 de abril de 1944 - 20 de abril de 1944)
- Rudeltaktik Donner & Keil (20 de abril de 1944 - 3 de maio de 1944)
- Rudeltaktik Trutz (22 de agosto de 1944 - 6 de setembro de 1944)